# Comitê Olímpico Russo

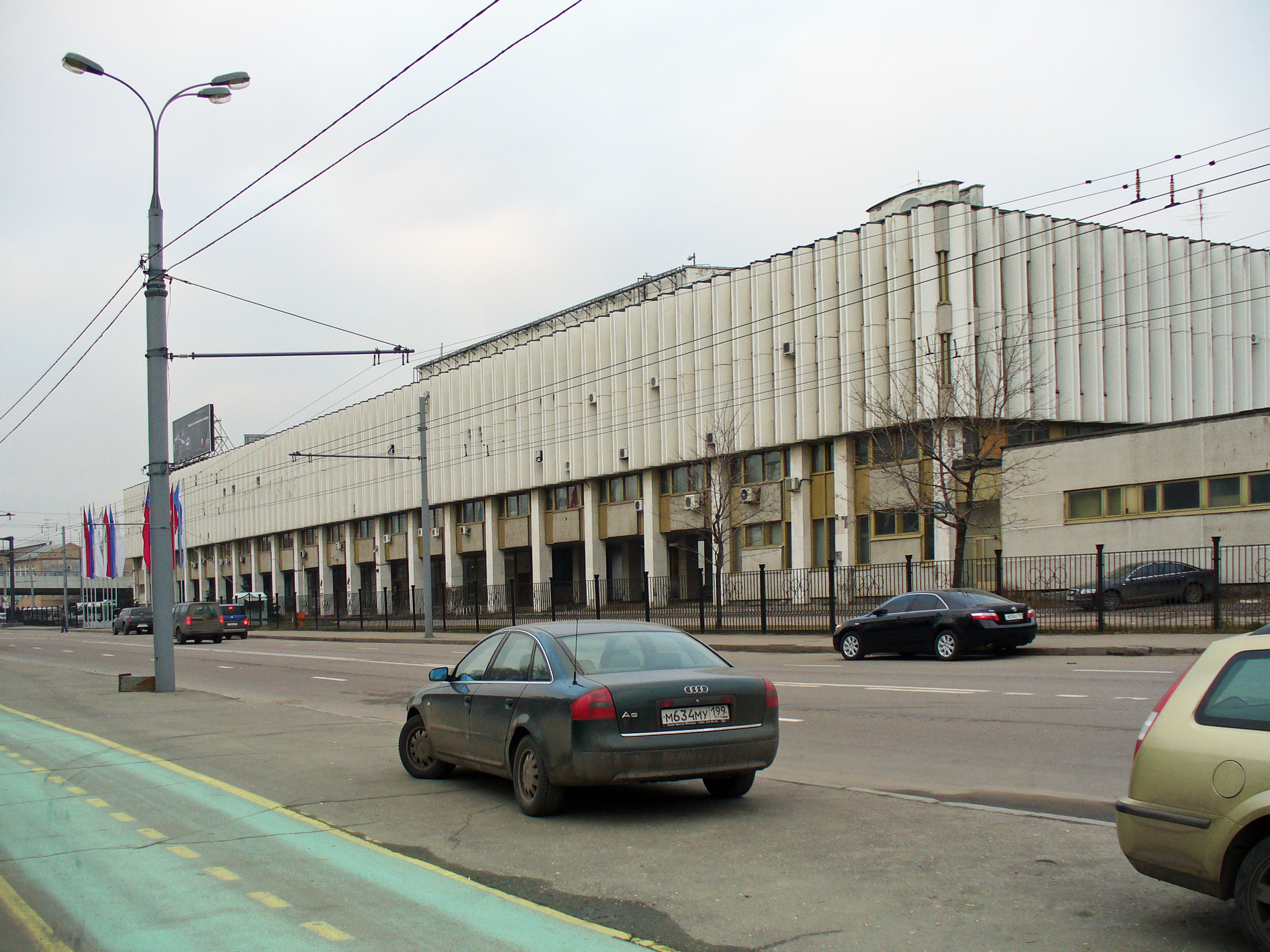
Sede da OKR em Moscou

O Comitê Olímpico Russo (em russo:  Олимпийский комитет России, Olympiyskiy Komitet Rossii, OKR, Nome completo: União Pan-Russa de Associações Públicas 'Comitê Olímpico Russo', Общероссийский союз общественных объединений «Олимпийский комитет России») é o Comitê Olímpico Nacional que representa a Rússia.

## História
O Comitê Olímpico da Rússia foi fundado em 1911 por representantes das Sociedades Esportivas Russas em uma reunião em São Petersburgo, nas instalações da Sociedade Imperial Russa para Economizar na Água (Sadovaya Street 50), quando o Estatuto foi adotado e os membros do comitê foram eleitos.
O primeiro presidente do Comitê Olímpico Russo foi Vyacheslav Sreznevsky.
Por decisão da Assembleia Constituinte em 1 de dezembro de 1989, o Comitê Olímpico Pan-Russo foi estabelecido como uma organização pública independente. Em 13 de agosto de 1992, foi oficialmente nomeado Comitê Olímpico Russo (ROC). O reconhecimento total e final do ROC como sucessor legal do Comitê Olímpico Soviético pelo Comitê Olímpico Internacional (COI) foi recebido na 101ª Sessão do COI em setembro de 1992.
Em novembro de 2017, a ROC lançou o site Team Russia especializado em notícias sobre resultados de atletas russos em eventos esportivos.
Em 5 de dezembro de 2017, o Comitê Olímpico Russo foi suspenso pelo COI devido à sua participação em um programa de doping patrocinado pelo estado.
Em 28 de fevereiro de 2018, após a conclusão dos testes de doping para atletas russos que participaram dos Jogos Olímpicos de Inverno de 2018, o COI restabeleceu o Comitê Olímpico Russo, apesar de dois testes de drogas falharem.
A Agência Mundial Antidoping (WADA) em 9 de dezembro de 2019 baniu a Rússia de todos os esportes internacionais por quatro anos, depois que foi descoberto que os dados fornecidos pela Agência Antidopagem Russa foram manipulados pelas autoridades russas com o objetivo de proteger os atletas envolvidos em seu esquema de doping patrocinado pelo Estado. Posteriormente, a Rússia entrou com um recurso no Tribunal Arbitral do Esporte (CAS) contra a decisão da WADA. O Tribunal Arbitral do Esporte, ao revisar a apelação da Rússia de seu caso da WADA, decidiu em 17 de dezembro de 2020 reduzir a penalidade que a WADA havia estabelecido. Em vez de banir a Rússia de eventos esportivos, a decisão permitiu que a Rússia participasse das Olimpíadas e outros eventos internacionais, mas por um período de dois anos, a equipe não pode usar o nome, bandeira ou hino russo e deve se apresentar como "Atleta Neutro" ou "Equipe Neutra". A decisão permite que os uniformes das equipes exibam "Rússia" no uniforme, bem como o uso das cores da bandeira russa no design do uniforme, embora o nome deva ter predominância igual à designação "Atleta/Equipe Neutro".
Em 19 de fevereiro de 2021, foi anunciado que a Rússia competiria em Tóquio sob a sigla "ROC" após o nome do Comitê Olímpico Russo, embora o nome do próprio comitê não pudesse ser usado para se referir à delegação. No Atletismo, não mais do que 10 Atletas Neutros Autorizados (ANA) serão concedidos pela World Athletics ao Comitê Olímpico Russo. A Rússia seria representada pela bandeira do Comitê Olímpico Russo. Também seria permitido o uso de uniformes de equipe com a palavra "Russo", desde que o termo "Atletas Neutros" fosse adicionado. Em 22 de abril de 2021, a substituição do hino da Rússia foi aprovada pelo COI, depois que uma escolha anterior da canção folclórica russa "Katyusha" foi rejeitada. Será usado um fragmento do Concerto para Piano Nº 1 de Piotr Tchaikovski.

## Presidentes
| Presidentes           | Anos de mandato |
| --------------------- | --------------- |
| Vyacheslav Sreznevsky | 1911–1918       |
| Vitali Smirnov        | 1992–2001       |
| Leonid Tyagachev      | 2001–2010       |
| Alexander Zhukov      | 2010–2018       |
| Stanislav Pozdnyakov  | 2018–presente   |

## Membros do COI
| Membro            | Anos de mandato |
| ----------------- | --------------- |
| Vitali Smirnov    | 1992–2015       |
| Alexander Popov   | 2000–2016       |
| Alexander Jukov   | 2013–2018       |
| Shamil Tarpischev | 1994–presente   |
| Yelena Isinbayeva | 2016–presente   |